# Pedersenia weberbaueri
Pedersenia weberbaueri är en amarantväxtart som först beskrevs av Karl Suessenguth, och fick sitt nu gällande namn av Josef Holub. Pedersenia weberbaueri ingår i släktet Pedersenia och familjen amarantväxter. Inga underarter finns listade i Catalogue of Life.